# AT&T・コーポレートセンター
フランクリン・センター (Franklin Center)とは、アメリカ合衆国イリノイ州シカゴのダウンタウン・ループ地区にある、高さ307m(アンテナ部含む)、地上60階建ての超高層ビル。2015年現在、全米で11番目、シカゴで5番目に高い。
1989年完成、総床面積158,000平方メートル。シカゴ川の2ブロック東、ウィリス・タワーの1ブロック北東に位置する。小売店と商業用オフィスからなる複合目的ビル。1976年から2000年までの間にシカゴで建てられた建築物の中では最も高い。米国企業のAT&T社が所有。同社の本社機能集約のために建築された。